# Passion (banda de adoración)
Passion es una banda estadounidense de música de adoración contemporánea, una parte central de Passion Conferences en Atlanta, Georgia. La banda Passion ha lanzado 28 álbumes a lo largo de dos décadas bajo el nombre Passion. La mayoría de los álbumes de Passion son álbumes en vivo, grabados durante presentaciones en conferencias o giras. Passion Conferences también es propietaria de sixstepsrecords, un sello discográfico que incluye Crowder y Passion. Los artistas de Sixstepsrecords forman el grupo principal de artistas que se presentan en los Passion Gatherings, incluidos Chris Tomlin, David Crowder, Charlie Hall, Matt Redman, Christy Nockels, Kristian Stanfill, Melodie Malone, Brett Younker y Jimi Cravity. Otros artistas que se han presentado en Passion Gatherings incluyen a Lecrae, Hillsong United, Jesus Culture, Kari Jobe, Tenth Avenue North, Shane y Shane, SonicFlood, Gungor, Rend Collective y Sean Curran de Bellarive.

## Historia
El primer disco de Passion, Our Soul's Desire, fue lanzado en 1997 bajo Star Song Records. Después de que los artistas de Star Song se transfirieran a Sparrow Records, Passion lanzó dos álbumes en vivo más, incluido Better Is One Day de 1999, que vio a Passion en la lista de álbumes cristianos de Billboard por primera vez. En 2000, Passion Conferences fundó sixstepsrecords como una división de Passion Conferences. Como socios de Sparrow Records, una división de Capitol CMG, sixstepsrecords cuenta con muchos músicos cristianos contemporáneos destacados bajo su sello. Su primer álbum en el sello recién creado, The Road to One Day, se convirtió en el primer álbum de Passion en aparecer en el Billboard 200. Desde la creación de sixstepsrecords, Passion ha lanzado más de veinte álbumes en vivo y dos álbumes de estudio, nueve de los cuales se han posicionado consecutivamente en el n.° 1 en la lista de álbumes cristianos de Billboard. El sencillo principal del álbum en vivo White Flag de 2012, "One Thing Remains", se convirtió en la primera canción número uno de Passion en la lista Billboard Christian Songs. Let The Future Begin (2013) y Take It All (2014) de Passion alcanzaron el puesto número 4 en el Billboard 200, lo que los convierte en los álbumes con las listas más altas de Passion.

## Discografía

### Álbumes en vivo
| Año  | Título | Posiciones máximas del gráfico | Posiciones máximas del gráfico |
| Año  | Título | US Christ                      | US                             |
| ---- | --- | ------------------------------ | ------------------------------ |
| 1997 | Our Soul's Desire - Label: Star Song Communications | —                              | —                              |
| 1998 | Live Worship from the 268 Generation - Label: Sparrow/sixstepsrecords - Release date: 20 de julio de 1998                                                            | —                              | —                              |
| 1999 | Better Is One Day - Label: Sparrow/sixstepsrecords - Release date: 23 de abril de 1999                                                                               | 4                              | —                              |
| 2000 | One Day Live - Label: Sparrow/sixstepsrecords - Release date: 27 de octubre de 2000                                                                                  | 12                             | 158                            |
| 2002 | Our Love is Loud - Label: Sparrow/sixstepsrecords - Release date: 9 de abril de 2002                                                                                 | 4                              | 77                             |
| 2003 | Sacred Revolution: Songs From OneDay 03 - Label: Sparrow/sixstepsrecords - Release date: 19 de agosto de 2003                                                        | 5                              | 107                            |
| 2004 | Hymns Ancient and Modern - Label: Sparrow/sixstepsrecords - Release date: 24 de febrero de 2004                                                                      | 8                              | 163                            |
| 2005 | How Great Is Our God - Label: Sparrow/sixstepsrecords - Release date: 12 de abril de 2005                                                                            | 2                              | 74                             |
| 2006 | Everything Glorious - Label: Sparrow/sixstepsrecords - Release date: 27 de mayo de 2006                                                                              | 2                              | 69                             |
| 2008 | God of This City - Label: Sparrow/sixstepsrecords - Release date: 5 de febrero de 2008                                                                               | 3                              | 74                             |
| 2010 | Passion: Awakening - Label: Sparrow/sixstepsrecords - Release date: 11 de marzo de 2010                                                                              | 1                              | 15                             |
| 2011 | Passion: Here for You - Label: Sparrow/sixstepsrecords - Release date: 8 de marzo de 2011                                                                            | 1                              | 11                             |
| 2012 | Passion: White Flag - Label: Sparrow/sixstepsrecords - Release date: 13 de marzo de 2012                                                                             | 1                              | 5                              |
| 2013 | Passion: Let the Future Begin - Label: Sparrow/sixstepsrecords - Release date: 12 de marzo de 2013                                                                   | 1                              | 4                              |
| 2014 | Passion: Take It All - Label: Sparrow/sixstepsrecords - Release date: 29 de abril de 2014                                                                            | 1                              | 4                              |
| 2015 | Passion: Even So Come - Label: Sparrow/sixstepsrecords - Release date: 17 de marzo de 2015                                                                           | 1                              | 18                             |
| 2017 | Worthy of Your Name - Label: Sparrow/sixstepsrecords - Release dates: 17 de febrero de 2017 (digital) 24 de marzo de 2017 (physical) - Formats: CD, digital download | 1                              | 32                             |
| 2018 | Whole Heart - Label: Sparrow/sixstepsrecords - Release dates: 23 de febrero de 2018 (digital) 23 de marzo de 2018 (physical) - Formats: CD, LP, digital download     | 1                              | 37                             |
| 2019 | Follow You Anywhere - Label: Sparrow/sixstepsrecords - Release dates: 3 de enero de 2019 (digital) 1 de febrero de 2019 (physical) - Formats: CD, digital download   | 3                              | —                              |
| 2020 | Roar (Live from Passion 2020) - Label: Sparrow/sixstepsrecords - Release dates: 6 de marzo de 2020 (digital)                                                         | 5                              | —                              |

### Álbumes de estudio
| Año  | Título | Posiciones máximas del gráfico | Posiciones máximas del gráfico | Posiciones máximas del gráfico |
| Año  | Título | US Christ                      | US                             | US Latin Pop                   |
| ---- | --- | ------------------------------ | ------------------------------ | ------------------------------ |
| 2000 | The Road to One Day - Label: Sparrow/sixstepsrecords - Release date: 14 de marzo de 2000                                                          | 3                              | 139                            | —                              |
| 2016 | Passion: Salvation's Tide Is Rising - Label: Sparrow/sixstepsrecords - Release dates: 1 de enero de 2016 (digital) 29 de enero de 2016 (physical) | 1                              | 19                             | —                              |
| 2017 | Glorioso Día - Label: Sparrow/sixstepsrecords - Release date: 1 de septiembre de 2017                                                             | —                              | —                              | 12                             |

"—" denota lanzamientos que no se registraron.

### Compilaciones y otras lanzamientos
| Año  | Título | Posiciones máximas del gráfico | Posiciones máximas del gráfico | Notas          |
| Año  | Título | US Christ                      | US                             | Notas          |
| ---- | --- | ------------------------------ | ------------------------------ | -------------- |
| 2005 | Passion 05 - Released: 2005 - Label: - Format: one iTunes bundle, two songs                                        | —                              | —                              | [importancia?] |
| 2006 | Passion: The Early Session - Released: 28 de febrero de 2006 - Label: SixSteps - Format: Digital download          | —                              | —                              |                |
| 2006 | The Best of Passion (So Far) - Released: 26 de diciembre de 2006 - Label: Sparrow / sixstepsrecords - Format: 2xCD | 9                              | 168                            |                |
| 2007 | Live From Passion07 - Released: 2007 - Label: - Format: three iTunes bundles, two songs each                       | —                              | —                              | [importancia?] |
| 2008 | A Generation United for His Renown - Released: 20 de mayo de 2008 - Label: EMI CMG - Format: CD                    | —                              | —                              |                |
| 2014 | Passion: The Essential Collection - Released: 10 de noviembre de 2014 - Label: Capitol CMG - Format: CD/DVD        | 9                              | 133                            |                |

### Sencillos

#### Lista de sencillos y posiciones máximas en las listas
| "White Flag" (featuring Chris Tomlin)                                        | 2012 | 8  | 8  | 3  | Passion: White Flag                                 |
| "One Thing Remains" (featuring Kristian Stanfill)                            | 2012 | 1  | 1  | 6  | Passion: White Flag                                 |
| "The Lord Our God" (featuring Kristian Stanfill)                             | 2013 | 18 | 18 | —  | Passion: Let the Future Begin                       |
| "In Christ Alone" (featuring Kristian Stanfill)                              | 2014 | 32 | 25 | —  | Passion: Let the Future Begin                       |
| "My Heart Is Yours" (featuring Kristian Stanfill)                            | 2014 | 13 | 12 | 32 | Passion: Take It All                                |
| "Even So Come" (featuring Kristian Stanfill)                                 | 2015 | 7  | 3  | —  | Even So Come"(radio version / live)[digital single] |
| "Remember" (featuring Brett Younker & Melodie Malone)                        | 2016 | 16 | 16 | 27 | Passion: Salvation's Tide Is Rising                 |
| "Simple Pursuit" (featuring Kristian Stanfill)                               | 2016 | 41 | 27 | —  | Passion: Salvation's Tide Is Rising                 |
| "Glorious Day" (featuring Kristian Stanfill)                                 | 2017 | 25 | 19 | 14 | Worthy of Your Name                                 |
| "God, You're So Good" (featuring Kristian Stanfill & Melodie Malone)         | 2018 | —  | 42 | —  | Whole Heart                                         |
| "God, You're So Good" (featuring Travis Greene)                              | 2018 | —  | —  | —  | non-album single                                    |
| "Follow You Anywhere" (featuring Kristian Stanfill)                          | 2019 | 45 | 38 | —  | Follow You Anywhere                                 |
| "Step Into the Light" (featuring Sean Curran)                                | 2019 | —  | —  | —  | Bigger Than I Thought                               |
| "Behold the Lamb" (featuring Kristian Stanfill)                              | 2019 | —  | —  | —  | Follow You Anywhere                                 |
| "There's Nothing That Our God Can't Do" (live) (featuring Kristian Stanfill) | 2019 | 32 | 31 | —  | Roar (Live from Passion 2020)                       |
| "King of Glory" (live) (featuring Kristian Stanfill)                         | 2019 | 44 | —  | —  | Roar (Live from Passion 2020)                       |
| "Way Maker" (live) (featuring Kristian Stanfill, Kari Jobe, and Cody Carnes) | 2020 | 39 | —  | 9  | Roar (Live from Passion 2020)                       |

### Otras canciones registradas

#### Lista de sencillos y posiciones máximas en las listas
| "Burning In My Soul" (featuring Brett Younker)         | 2013 | —  | 41 | Passion: Let The Future Begin |
| "Come As You Are" (featuring Crowder)                  | 2014 | 43 | 24 | Passion: Take It All          |
| "Salvation's Tide" (featuring Kristian Stanfill)       | 2016 | —  | 46 | Salvation's Tide Is Rising    |
| "Worthy of Your Name" (featuring Sean Curran)          | 2017 | 27 | 8  | Worthy of Your Name           |
| "This We Know" (featuring Kristian Stanfill)           | 2017 | 35 | 22 | Worthy of Your Name           |
| "How Great Is Your Love" (featuring Kristian Stanfill) | 2017 | 50 | —  | Worthy of Your Name           |
| "Whole Heart" (featuring Kristian Stanfill)            | 2018 | 48 | —  | Whole Heart                   |
| "Reckless Love" (featuring Melodie Malone)             | 2018 | 31 | —  | Whole Heart                   |
| "Welcome The Healer" (featuring Sean Curran)           | 2019 | 42 | —  | Follow You Anywhere           |
| "Bigger Than I Thought" (featuring Sean Curran)        | 2019 | 44 | —  | Follow You Anywhere           |